# Senatswahl in Haiti 2016
Bei der Senatswahl in Haiti 2016 zum Senat von Haiti fand die erste Runde am 20. November 2016 und die zweite Runde am 29. Januar 2017 statt.

## Wahlergebnis
Die Parti Haïtien Tèt Kale (PHTK), die dem ehemaligen Präsidenten Michel Martelly nahe steht, und ihre Verbündeten, neben der PHTK waren dies Kid, Bouclier, KONA, AAA sicherten sich die Mehrheit der 10 Sitze, die bei der Erneuerung des Senats um ein Drittel zur Wahl standen. Vor den Wahlen 2016 bildeten diese Parteien eine Fraktion namens Parlamentarische Allianz für Haiti (APH), die nun in beiden Kammern, neben dem Senat ist dies die Abgeordnetenkammer, eine Mehrheit hat.
Die Wahl von 2016 und 2017 fand parallel zu verbleibenden Stichwahlen nach den Parlamentswahlen 2015 und zur Präsidentschaftswahl statt. Jovenel Moïse (PHTK, unterstützt von der APH) wurde zum Präsidenten gewählt und am 7. Februar vereidigt, womit eine einjährige Übergangspräsidentschaft beendet wurde. Während des Wahlkampfes konzentrierten sich die großen Parteien auf sozioökonomische Fragen, versprachen die Schaffung von Arbeitsplätzen, die Bekämpfung der Armut, Bildung und den Zugang zum Gesundheitssystem für alle.
| Partei                                         | Sitze gesamt | In dieser Wahl gewonnene Sitze |
| ---------------------------------------------- | ------------ | ------------------------------ |
| Parti Haïtien Tèt Kale (PHTK)                  | 9            | 4                              |
| Truth (Vérité)                                 | 3            | 0                              |
| Konvansyon Inite Demokratik (KID)              | 2            | 0                              |
| Bouclier                                       | 2            | 1                              |
| Ayiti an aksyon (AAA)                          | 2            | 1                              |
| Union der Haitianischen Patrioten (RPH)        | 1            | 1                              |
| Consortium                                     | 1            | 1                              |
| Fanmi Lavalas                                  | 1            | 0                              |
| Pou nou tout (PONT)                            | 1            | 0                              |
| Patriotische Einheitspartei (Inite Patriyotik) | 1            | 0                              |
| Pitit Dessalines                               | 1            | 0                              |
| Volkskampfpartei (OPL)                         | 1            | 0                              |
| Dessalines League (LIDE)                       | 1            | 0                              |
| Unabhängige                                    | 1            | 0                              |
| Konbit Nasyonal (KONA)                         | 1            | 0                              |